# 121
121 (CXXI) var ett normalår som började en tisdag i den julianska kalendern.

## Händelser

### Okänt datum
- En romersk bosättning i nuvarande tyska Wiesbaden omnämns för första gången.
- Hadrianus fixerar gränsen mellan det romerska Britannien och Kaledonien på en linje från floden Tyne till Solway Firth.
- Venus och Romas tempel byggs i Rom.
- Den östkinesiska Handynastins Yongning-era avlöses av Jianguang-eran.

## Födda
- 26 april – Marcus Aurelius, romersk kejsare 161–180

## Avlidna
- Deng Sui, kinesisk kejsarinna.